# Donje Bukovlje
Donje Bukovlje is een plaats in de gemeente Generalski Stol in de Kroatische provincie Karlovac. De plaats telt 117 inwoners (2001).